# Suncus zeylanicus
Suncus zeylanicus es una especie de musaraña de la familia Soricidae.

## Distribución geográfica
Es  endémica de Sri Lanka.  

## Hábitat
Su hábitat natural son: zonas tropicales o subtropicales, de bosques áridos.

## Estado de conservación
Se encuentra amenazada de extinción por la pérdida de su hábitat natural.